# اک آلبلا
اک آلبلا (به انگلیسی: Ekk Albela) فیلمی محصول سال ۲۰۱۶ و به کارگردانی شکهار سارتاندل است. در این فیلم بازیگرانی همچون مانگش دسای، وایبهاوی شاندیلیا و ویدیا بالان ایفای نقش کرده‌اند.